# 原典版
原典版（げんてんばん、ドイツ語：Urtext Edition）は、可能な限り忠実に作曲家の意図を再現することを目的とした、楽譜の版のことである。数々の資料批判作業を経て作られるので、批判校訂版（クリティカルエディション）とも呼ばれる。古い原典版を批判して新しい原典版を校訂したという意味ではない。新しい原典版は全集として出版されることが多いため、「新全集」と呼ばれるものが、原典版と同一のものとされることも多い。
ドイツ語の接頭辞 "ur-" は「オリジナル」を意味する。ドイツ語の慣習に従い、英語圏でも "Urtext" と語頭を大文字に書くことがある。

## 原典版の作成
原典版は、19世紀的な合理主義、その当時の演奏家中心の解釈を盛り込んで作られた楽譜を、作曲家の本来の意図に戻すことを目的に作られた。自筆の楽譜そのもののみを自動的に原典とするのではなく、作曲家の弟子、助手または写譜作成業者が作成したコピー、作曲者が関与した初版、作曲者による書き込みのある印刷譜等を比較し、作曲者の意図を判断し作成される。自筆譜が存在しないような作品の場合、源泉からどのように写譜されたのかも判断し、同じ点が資料の多数決ではなく、系統立てて本来の音符を見つけ出していく。
作曲者の自筆譜が頻繁な改訂などによって複数ある場合、「最終決定稿」を原典版とすることも多いが、ブルックナーの交響曲のノヴァーク版のように、それぞれの改訂段階を別の版として独立させる全集もある。
シューベルトの「未完成交響曲」は自筆総譜のみが唯一の資料であるが、校訂者によって細部の読みが異なり、現在出版されている大手数社の原典版では、結果の異なるところが何か所にもわたっている。校訂者の判断は必然的に紛れ込むものであり、その作曲家の様式から理論的に間違いと判断し「誤植」として編者によって改良されてしまうこともあり、校訂報告を詳細に調べて使用しないと危険なこともありうる。

## 版の種類
原典版はファクシミリ版とは異なる。ファクシミリ版は、作曲家の自筆譜や初期の版をそのまま複写印刷したものである。
原典版以前のものは実用版または解釈版と呼ばれ、編者の個人的な解釈が記されている。ディナーミクや発想記号が追加/削除されており、作曲家が意図したものを再現しているわけではない。作曲家が書いた音符が変更されていたり、短縮、増大される例もある。19世紀から20世紀の初期にかけて、著名な演奏家は多くの解釈版を発表しており、ハロルド・バウアー、アルトゥール・シュナーベル、イグナツィ・ヤン・パデレフスキらのものが知られている。
原典版と解釈版の折衷として、両者の音符を両方掲載している楽譜も存在する。そのような楽譜では、音符の大きさを変更することや、グレーで表示することによって両者が明確に区別できるようになっている。そのような折衷版は特に初期音楽の分野で目立って見られる。というのも、古い記譜法のために解釈上の困難が生じることが多いからである。

## 原典版の価値
「原典 (Urtext) 」という語は、過剰な表現として批判されることがある。作曲家の意図を正確に再現したつもりでも、新資料、様式研究の推移により、同じ全集の新たな版として変更され続けてもいる。また、原典版を使って演奏者が解釈を加えた場合、客観的に見た楽譜に等しいとは限らないのは常である。